# Heckenschule
Heckenschulen (irisch: scoileanna chois claí) entstanden in Irland, wo es insbesondere im 18. und 19. Jahrhundert verboten war, katholischen Kindern Schulunterricht zu erteilen. Auch das Sprechen oder Lehren der irischen Sprache wurde strafrechtlich verfolgt. Bei der Maßnahme der britischen Besatzungsmacht handelte es sich nicht allein um die Verfolgung der Religion, es war vor allem der Versuch, ein Volk unter Besatzung zu entmutigen.
Heckenschulen lagen meist an abgelegenen, vor den Engländern geheim gehaltenen Orten. Beliebte Standorte waren zerstörte Gemäuer und Feldscheunen. Auch im Schatten einer Hecke oder in Straßengräben fand Unterricht statt.

## Geschichte

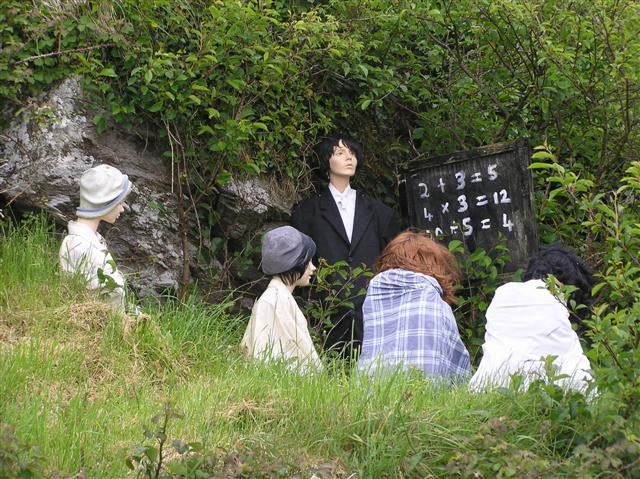
Heckenschule von Doagh

Die „Hedge Schools“ entstanden zu Beginn des 18. Jahrhunderts als Folge der Penal Laws, nach denen keiner Person katholischer Religion in öffentlichen oder privaten Häusern Unterricht erteilt werden durfte. Die britische Regierung förderte staatliche Schulen, aber der Bischof von Kildare und Leighlin, James Warren Doyle (1786–1834), und mit ihm die Mehrheit der katholischen Bevölkerung lehnten es ab, sie zu nutzen. Die staatlichen Schulen waren eindeutig dazu da, die Bevölkerung zu einem anglisierten Irland zu bekehren. Noch im Jahre 1825 wurde die Parole verbreitet, dass die irischen Kinder in der englischen Sprache und nach den Grundprinzipien der wahren Religion unterwiesen werden sollen. Zu dieser Zeit besuchten bereits über 400.000 Kinder Heckenschulen. Die letzten Penal Laws wurden 1829 im Zuge der Katholikenemanzipation und 1832 aufgehoben; die Heckenschulen verschwanden in der Folge.

## Der Unterricht in den Heckenschulen
Die Unterrichtssprache war das Irische. Heckenschulen waren die einzige Möglichkeit, ohne Indoktrination der Besatzer Lesen, Schreiben und Rechnen zu erlernen. Iren, die es sich leisten konnten, die Schulgebühr zu zahlen, schickten ihre Kinder in die Heckenschulen. Hier wurden auch die Gesetze der irischen Brehon Laws, sowie irische Geschichte, Musik und Tradition überliefert. Einige Schulen unterrichteten auf einem höheren Niveau als die staatlichen Schulen und vermittelten z. B. auch Ovid und Vergil in lateinischer Sprache. Einzelne Schulen hatten sogar Namen. In der „Moate Lane School“ erhielt Edmund Ignatius Rice (1762–1844), der Gründer der Irish Christian Brothers, seine Ausbildung. Er gründete wie auch Nano Nagle (1718–1784) Heckenschulen für mittellose Iren.